# IHeartRadio Music Festival
L’iHeartRadio Music Festival è un festival di due giorni che si tiene ogni settembre dal 2011 al "MGM Grand Garden Arena" a Paradise, in Nevada. L'edizione del 2011 è stata trasmessa su VH1, mentre l'edizione del 2012, 2013, e 2014 sono state trasmesse da The CW. Tutte le edizioni sono state ospitate da Ryan Seacrest.

## Edizioni
| Anno | Data                | Partecipanti |
| ---- | ------------------- | --- |
| 2011 | Festival Principale | The Black Eyed Peas, Kenny Chesney, Kelly Clarkson, Coldplay, David Guetta, Alicia Keys, Jane's Addiction, Jay-Z, Lady Gaga, Jennifer Lopez, Bruno Mars, John Mayer, Nicki Minaj, Rascal Flatts, Sting, Sublime with Rome, Steven Tyler, Carrie Underwood, Usher              |
| 2012 | Festival Principale | Aerosmith, Jason Aldean, Mary J. Blige, Bon Jovi, deadmau5, Green Day, Calvin Harris, Enrique Iglesias, Miranda Lambert, Lil Wayne, Linkin Park, No Doubt, Pitbull, Brad Paisley, Pink (cantante), Prince Rihanna, Shakira, Swedish House Mafia, Taylor Swift, Usher          |
| 2013 | Festival Principale | Benny Benassi, Chris Brown, J. Cole, Fun., Elton John, Kesha, Maroon 5, Bruno Mars, Tim McGraw, Miguel, Muse, Queen + Adam Lambert, Katy Perry, Phoenix, The Summer Set, Robin Thicke, Thirty Seconds to Mars, Tiësto, Justin Timberlake, Keith Urban, Ylvis, Zedd            |
| 2013 | Village Stage       | AWOLNATION, The Band Perry, Miley Cyrus, Jason Derulo, Krewella, Avril Lavigne, Cher Lloyd, Ne-Yo, Pete Tong, Twenty One Pilots, The Wanted |
| 2014 | Festival Principale | 19 Settembre Steve Aoki, Bastille, Coldplay, Jason Derulo, Ariana Grande, Alicia Keys, Nicki Minaj, Mötley Crüe, Taylor Swift, Usher, Zac Brown Band 20 Settembre Iggy Azalea, Eric Church, 50 Cent, Calvin Harris, Lorde, One Direction, Paramore, Ed Sheeran, Train, Weezer |
| 2014 | Village Stage       | Iggy Azalea, Childish Gambino, Fences, 5 Seconds of Summer, Lil Jon, Kacey Musgraves, Magic!, Jake Miller, Neon Trees, Nico & Vinz, The Pretty Reckless, Meghan Trainor |